# Closer to the Truth
Closer to the Truth je dvadeset i peti studijski album američke pjevačice Cher koji je 20. rujna 2013. godine izdala izdavačka kuća Warner Bros. Records. S namjerom da ponovno pokrene svoju glazbenu karijeru nakon što je prošlo cijelo desetljeće od prošlog, Cher počinje sa snimanjem 2011. godine, ubrzo nakon što je izašao njen posljednji film Burlesque te istoimeni prateći album. 
Snimanje albuma se nastavilo tijekom 2012. i 2013. godine. Iako je početna ideja bila da album bude više pop-rock usmjerenja naposljetku je ipak prevladao zvuk moderne klupske scene. Kao izvršni producent Cher je odlučila da će na ovom albumu osim dobro poznatog Marka Taylor-a surađivati i s Paul Oakenfold-om, Timbaland-om, MachoPsycho-om te Billy Mann-om u kreiranju željenog zvuka.
Cher album opisuje kao "veoma eklektičan" te ne označava preveliko glazbeno odstupanje od prijašnjih albuma te ga se može opisati kao dance-pop album s dodatkom nekih novih žanrova kao što su house, synthpop, EDM, soft rock i country te sadrži i utjecaj glazbe 90-ih godina. Tekstovi pjesama se bave tematikom ljubavi, feminizma, individualnosti i samoosnaživanja. Album također sadrži i prateće vokale te autorski pridonos nekoliko novih kolega kao što su Pink i Jake Shears. 

## Informacije o albumu
Cher je posljednji album Living Proof promovirala svjetskom turnejom rekordnih razmjera koja je nakon tri godine završila 2005. godine. Nakon pauze od tri godine započinje s nizom koncerata u Las Vegasu (koji će se također produžiti na tri godine) te upravo u to vrijeme započinju pregovori o novom albumu. U prosincu 2008. objavljuje da planira snimiti album s obradama pjesama iz 60-ih godina što se 2010. mijenja te posvećuje filmu Burlesque i snimanju pratećeg albuma. Za potrebe filma je snimila dvije pjesme, "Welcome to Burlesque" i "You Haven't Seen the Last of Me". Tijekom promocije filma, objavljuje da radi na albumu u Nashvillu. Projekt svrstan u žanr južnjačkog rocka i čak countrya. Uspjeh pjesme "You Haven't Seen the Last of Me" na dance top ljestvicama u Sjevernoj Americi mijenja koncept albuma koji se počinje kretati u dance-pop smjeru.
Cher surađuje s Diane Warren, Timbalandom, Mark Taylorom (koji je producirao njen hit iz 1998. Believe) te Kuk Harrellom u kreiranju albuma. 2011. godine snima neobjavljenu pjesmu Lady Gaga-e pod nazivom "The Greatest Thing" koja je promijenjena u duet s produkcijom poznatog RedOnea. Iako je pjesma trebala izaći u rujnu 2011. godine to se nije dogodilo i pjesma je otkazana radi nezadovoljstva Gage s finalnim rezultatom. Demoverzija pjesme je procurila na internet 13. kolovoza 2013. godine.
Sadržaj albuma:
S izlaskom singla "Woman's World" Cher je objavila da radni naziv albuma glasi Closer to the Truth. Popis pjesama sadrži "Lie to Me" i "I Walk Alone" koje je napisala Pink a na jednoj djeluje i kao prateći vokal; "Take it Like a Man" na kojoj djeluje i Jake Shears; te pjesma koju je Cher napisala s Shirley Eikhard pod nazivom "Lovers Forever". Cher surađuje s hip hop producentom Timbalandom na pjesmi "I Don't Have to Sleep to Dream" te obrađuje tri pjesme: "Sirens" pjevačice i kantautorice Nell Bryden, "Dressed to Kill" Prestona te "I Hope You Find It" pjevačice Miley Cyrus skinutu s albuma za film iz 2010. godine The Last Song.
Izdane su tri verzije albuma. Originalna verzija pjesme "You Haven't Seen the Last of Me" iz filma Burlesque uvrštena je na deluxe verziju albuma kao bonus pjesma. Album je također izdan i na bijeloj gramofonskoj ploči. Prvi dio albuma pripada bržim pjesmama dance-pop žanra dok je drugi dio albuma mirnijeg karaktera pretežno baladičnog ugođaja.
Do sada su s albuma skinute sljedeće singlice: uvodna "Woman's World" koja se na internetu pojavila još u studenom 2012. godine. Balada "I Hope You Find It" koja je u većini dijelova svijeta bila najavni singl s albuma. "Take it Like a Man" koja je isprva izdana samo kao digitalni singl te koja je sa svojim provokativnim video spotom u kojem se pojavljuju čak i porno glumci izazvala dosta reakcije u medijima. "Sirens" je uvrštena u digitalno izdanje albuma Songs For The Philippines kojim se prikupljao novac za žrtve tajfuna Haiyan koji je pogodio zemlju."I Walk Alone" je početkom 2014. poslan radio postajama Ujedinjenog Kraljevstva a remiksevi pjesme se mogu čuti u klubovima.
Dressed to Kill Turneja
Dressed to Kill Tour je započela 22. ožujka 2014. godine u Phoenixu, savezna država Arizona kojom promovira posljednji album Closer to the Truth. Turneja je najavljena 23. rujna 2013. godine. Nazvana je po istoimenoj pjesmi s albuma. Karte kupljene preko interneta sadrže besplatnu kopiju albuma. 
Popis pjesama:
Internacionalna deluxe verzija
1. "Woman's World" (Oakenfold Crawford, Walker, Jeff Fenster) 3:42
2. "Take It Like a Man" (Mark Taylor,Powell) 4:10
3. "My Love" (Taylor) 3:32
4. "Dressed to Kill" (Taylor) 2:51
5. "Red" (Josh Crosby Walker, Fenster) 3:06
6. "Lovers Forever" (Taylor) 4:01
7. "I Walk Alone" (Mann, MachoPsycho) 3:23
8. "Sirens" (Taylor) 5:03
9. "Favorite Scars" (TMS) 4:26
10. "I Hope You Find It" (Taylor) 3:46
11. "Lie to Me" (Mann) 3:19
12. "I Don't Have to Sleep to Dream" (Timbaland,Harmon, Ivan Corraliza) 4:42
13. "Pride" (Ryden, Walker, Fenster) 4:17
14. "You Haven't Seen the Last of Me (Original Version)" (Matt Serletic) 3:34
15. "Woman's World" (R3hab Remix) (Oakenfold, Crawford, Walker, Jeff Fenster) 4:02
16. "Woman's World" (Jodie Harsh Remix) (Oakenfold, Crawford, Walker, Jeff Fenster, Jodie Harsh) 6:17
17. "Will You Wait for Me" (Mann) 3:32

## Produkcija
- prateći vokal: Josie Aiello
- kompozitor, bubnjevi: Tom Barnes
- kompozitorPaul Barry – composer
- kompozitorDario Brigham-Bowes – composer
- kompozitor, klavijature, programiranje: Lorne Ashley Brigham-Bowes
- kompozitor: Greta Svabo Bech
- šminka: Gina Brooke
- kompozitor: Nell Bryden
- gitara: Sandy Buglass
- prateći vokal: Rita Campbell
- inženjer miksanja: Jon Castelli
- glavni vokal, izvršni producent: Cher
- prateći vokal: Bianca Claxton
- umjetničko usmjerenje i dizajn: Ryan Corey
- dodatna produkcija, kompozitor: Anthony "TC" Crawford
- producent: Josh Crosby
- klavijature, programiranje: Dario Darnell
- menadžment: Roger Davies
- akustična gitara: Justin Derrico
- kompozitor: Shirley Eikhard
- dodatna produkcija: Jeff Fenster
- miksanje: Serban Ghenea
- inženjer zvuka te vokala: Josh Gudwin
- inženjer zvuka: John Hanes
- inženjer zvuka i vokala, producent, prateći vokal: Kuk Harrell
- kompozitor; Wayne Hector
- umjetničko usmjerenje, dizajn: Jeri Heiden
- kompozitor; JP Jones
- prateći vokal, klavijature: Pete Kelleher
- kompozitorPeter Kelleher – composer
- kompozitorBen Kohn – composer, guitar
- asistent: Miguel Lara
- kompozitorMary Leay – composer
- bubnjevi: Lee Levin – drums
- kompozitor, električna gitara: Robin Lynch
- inženjer, klavijature i programiranje, producent: MachoPsycho
- stilist: Marjan Malakpour
- aranžer, kompozitor, inženjer zvuka, akustična gitara, električna gitara, klavijature i programiranje, producent, prateći vokal: Billy Mann
- mastering: Stephen Marcussen
- kompozitor, gitara: Patrick Mascall
- miksanje: Tony Maserati
- fotografija: Machado Cicala Morassut
- prateći vokal, kompozitor: Matt Morris
- asistent inženjera zvuka: Ryan Nasci
- kompozitor: Marc Nelkin
- inženjer zvuka: Chris "Tek" O'Ryan
- kompozitor, producent: Paul Oakenfold
- bass gitara, kompozitor: Niklas "Nikey" Olovson
- prateći vokal: Jeanette Olsson
- kompozitor: Tebey Ottoh
- osobni asistent: Deb Paull
- kompozitor: Laura Pergolizzi
- gitara: Adam Phillips
- prateći vokal, kompozitor: Bonnie McKee
- kompozitor: Pink
- kompozitor, klavijature, producent, programiranje: Tim Powell
- kompozitor, instrumentalizacija: Sam Preston
- inženjer zvuka: Steve Price
- kosa: Serena Radaelli
- kompozitor: Steve Robson
- odnosi s javnošću: Liz Rosenberg
- osobni asistent: Jennifer Ruiz
- kompozitor: Carl Ryden
- izvršni producent, menadžment: Lindsay Scott
- prateći vokal: Jake Shears
- gudački aranžmani: Robin Smith
- bubnjevi: Ash Soan
- kompozitor: Jeffrey Steele
- inženjer zvuka i miksanje: Ren Swan
- kompozitor, instrumentalizacija, klavijature, producent, programiranje: Mark Taylor
- producent: TMS
- dodatna produkcija, compositor: J.D. Walker
- aranžer, bass gitara, inženjer, klavijature i programiranje: Pete Wallace
- električna gitara: Dan Warner
- inženjer zvuka: Eric Weaver
- kompozitor, gudački aranžmani: Jonathan Yudkin